# Gert Westphal
Gert Westphal (5 de octubre de 1920 - 10 de noviembre de 2002) fue un actor, director y locutor de nacionalidad alemana. Debido a sus excelentes recitaciones y lecturas radiofónicas, fue conocido como „Rey de los lectores“ y como el „Caruso de los lectores“. Katia Mann lo llamó, tras asistir a unas lecturas efectuadas por él de obras de Thomas Mann, la „boca suprema del poeta“. A causa de sus numerosas actuaciones y grabaciones, fue llamado el „Dietrich Fischer-Dieskau de la palabra“. Marcel Reich-Ranicki dijo que era posiblemente el mejor recitador en lengua alemana.

## Biografía
Su nombre completo era Gert Curt Gerhard Westphal, y nació en Dresde, Alemania, siendo su padre, un interesado por la cultura, el director de una fábrica. Tras graduarse en sus estudios en el Realgymnasium en Blasewitz, se formó como actor con Paul Hoffmann en el Teatro Staatsschauspiel Dresden. En 1940 debutó con un papel de reparto en la obra de Johann Wolfgang Goethe Götz von Berlichingen, antes de ser reclutado para el servicio militar. Tras ser hecho prisionero de guerra, en el año 1946 llegó a Bremen. Obtuvo trabajo en el Teatro Kammerspiele de la ciudad, siendo también locutor y editor en Radio Bremen. En 1948 era director en la emisora, hasta que en 1953 formó parte de la Südwestfunk en Baden-Baden. Hasta el año 1959 fue responsable de las grabaciones de la emisora, manteniendo contactos regulares con muchos escritores de la época, como fue el caso de Alfred Andersch, Ingeborg Bachmann, Gottfried Benn, Max Frisch o Carl Zuckmayer. Además colaboró con Max Ophüls, Will Quadflieg, Hans Paetsch, Oskar Werner, Walter Jens y Joachim Fest. Fue director de la emisión en cinco capítulos Am grünen Strand der Spree, en la cual el autor, Hans Scholz, desempeñaba uno de los papeles principales.
Además, desde sus inicios Westphal trabajó en la radio con lecturas de textos seleccionados por él mismo, apoyando proyectos y formatos nuevos y difíciles de llevar a cabo. Por otra parte, el entonces jefe de redacción del departamento de Jazz de Südwestfunk, Joachim-Ernst Berendt, pensó en Westphal para crear el programa Lyrik und Jazz, que combinaba poesía con jazz.
En el Teatro de las Naciones de París, en mayo de 1963 Westphal participó con la compañía de Oskar Werner en la obra Torquato Tasso. Junto a Käthe Gold y Walter Richter, en 1965 actuó en Israel representando en alemán la obra La danza de la muerte, de August Strindberg. Desde 1959 a 1980 formó parte del conjunto del Schauspielhaus Zürich, participando en numerosos estrenos mundiales antes de iniciar una trayectoria propia con lectura sobre el escenario y en estudios. A la vez fue también director en diferentes teatros y salas de ópera de Alemania. En 1960 Westphal adquirió la ciudadanía suiza además de la alemana, lo cual le facilitaba trabajar en la República Democrática de Alemania.
Westphal también tuvo un gran éxito participando en producciones de literatura trivial. Así, trabajó en la serie Der Frauenarzt von Bischofsbrück, emitida por Süddeutscher Rundfunk, de Alfred Marquart y Herbert Borlinghaus, y fue narrador en producciones basadas en libros de Hedwig Courths-Mahler (Die Bettelprinzeß, Griseldis, Die Kriegsbraut, Der Scheingemahl y Eine ungeliebte Frau). 
Además de las obras principales de los autores de habla alemana, Westphal también hizo fonogramas con numerosas obras de escritores europeos como Gustave Flaubert, Victor Hugo, Henry James o Thornton Wilder. Igualmente, hizo grabaciones de autores rusos como Chinguiz Aitmátov, Fiódor Dostoyevski, Nikolái Gógol, Iván Goncharov, Máximo Gorki, Nikolái Leskov, Vladimir Nabokov, León Tolstói o Antón Chéjov.
Además, escribió bajo el seudónimo Gerhard Wehner algunas obras radiofónicas. En Radio Bremen se grabaron sus programas Offene Rechnung y Gestern ist lange her. Su programa radiofónico Große Konjunktion im Zeichen der Fische se grabó en 1971 para Schweizer Radio DRS y en 1973 para la ORF.

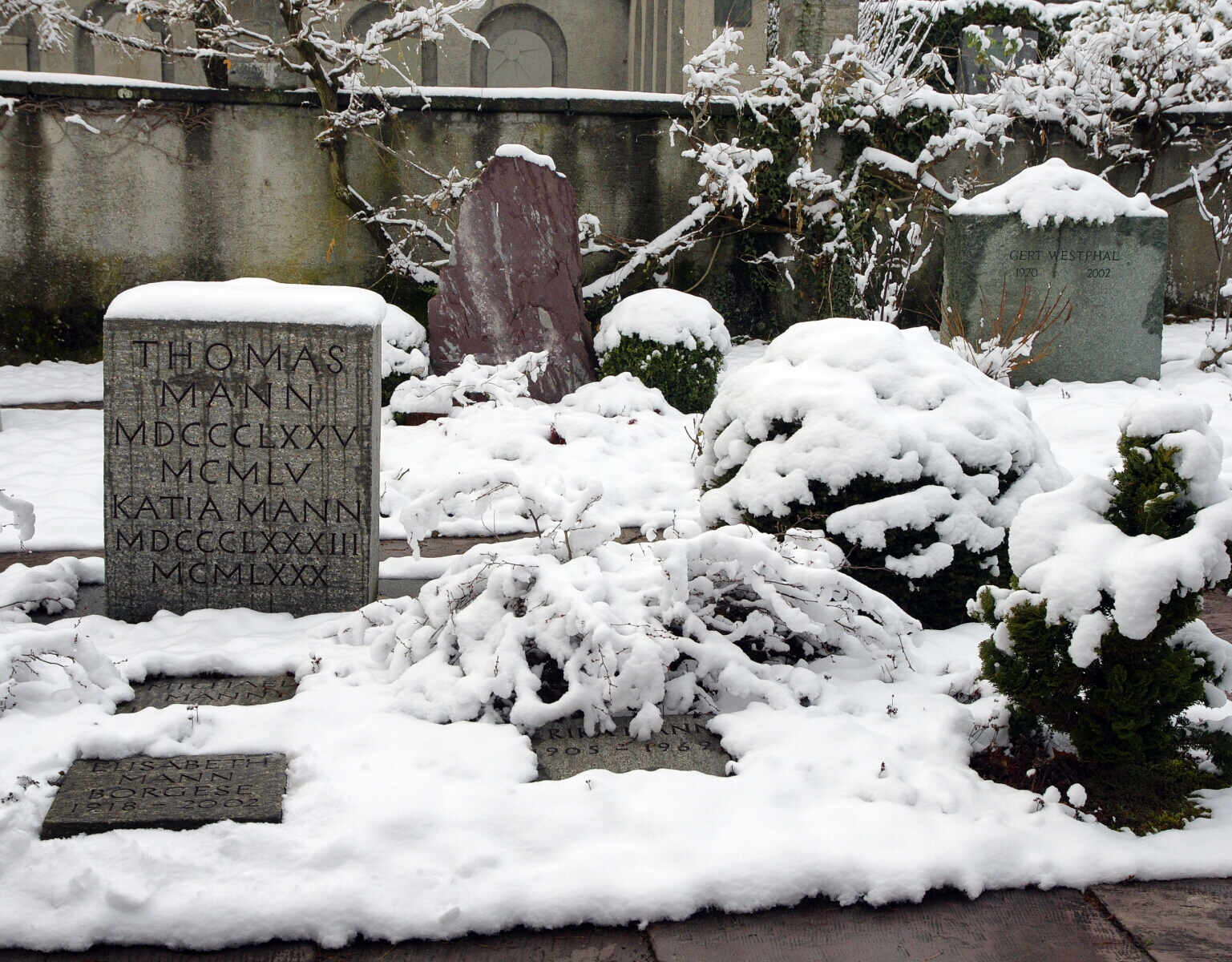
Tumba de Gert Westphal en Kilchberg, junto a la tumba familiar de Thomas Mann

En 1954 conoció a la actriz y recitadora Gisela Zoch en la Norddeutscher Rundfunk, casándose la pareja en diciembre de 1957. Tuvieron dos hijas, nacidas en 1963 y 1966. Gert Westphal falleció en in Zúrich, Suiza, en el año 2002, a causa de un cáncer. Fue enterrado en el Cementerio de Kilchberg, cerca de la tumba de Thomas Mann.

## Director radiofónico (selección)
- 1948 : Helmut Käutner und Ernst Schnabel: In jenen Tagen (también locutor, Radio Bremen)
- 1951 : Hans Rothe: Das große Netz. Ein Spiel aus dem Zeitalter der Königin Elisabeth I von England (SWF)
- 1953 : Wolfgang Hildesheimer: Begegnung im Balkanexpress (NWDR)
- 1953 : Das Schloß (de Franz Kafka)
- 1954 : Beatrice und Juana (de Günter Eich)
- 1954 : Zwischenstation
- 1955 : Die Hinschlachtung der Unschuldigen
- 1955 : Das kalte Licht (de Carl Zuckmayer)
- 1955 : Die Stimme hinter dem Vorhang, de Gottfried Benn (también locutor, Südwestfunk)
- 1956 : Die Rückreise
- 1956 : Am grünen Strand der Spree (5 partes) (de Hans Scholz)
- 1958 : Jahrmarkt des Lebens (4 partes)
- 1958 : Leonce und Lena, de Georg Büchner (SWF)
- 1959 : Brandenburger Tor (de Hans Scholz)
- 1959 : Maigret und die Groschenschenke
- 1959 : Maigret und seine Skrupel
- 1959 : Maigret und sein Revolver
- 1959 : Maigret und die junge Tote
- 1959 : Maigret und der gelbe Hund
- 1959 : Maigret und die Bohnenstange
- 1960 : Protokolle
- 1963 : Ein Herrenabend ohne Sokrates
- 1965 : Rudolf Bayr: Orangenblüten (Norddeutscher Rundfunk)
- 1965 : Georges Simenon: Die Glocken von Bicêtre (también adaptador y locutor, SWF)
- Hans Rothe: Die Vitrine (NDR/SWF)

## Adaptaciones radiofónicas (selección)
- Georges Simenon: Maigret und der gelbe Hund, dirección de Heinz-Günter Stamm BR 1961. Der Audio Verlag, 2005, ISBN 3-89813-390-7[8]
- Georges Simenon: Maigret und die Bohnenstange, dirección de Heinz-Günter Stamm, BR 1961. Der Audio Verlag 2005
- Maigret und seine Skrupel, dirección de Heinz-Günter Stamm, Der Audio Verlag, 2005, ISBN 3-89813-390-7.

## Locutor radiofónico (selección)
- 1951 : Charles Dickens: Der Bahnwärter, dirección de Heinz Günter Stamm (RB)

## Audiolibros (selección)
- 1995 : El perfume, de Patrick Süskind
- 1996 : El lector, de Bernhard Schlink, 5 CDs, 303 Min., Litraton-Verlag Hamburgo, ISBN 3-89469-922-1
- 2004 : El tesoro del lago de la plata, de Karl May, 16 CDs 1259 Min., Deutsche Grammophon Berlín, ISBN 3-8291-1489-3.
- 2005 : Bekenntnisse des Hochstaplers Felix Krull, de Thomas Mann, 13 CDs, 990 Min., Deutsche Grammophon y Radio Bremen, ISBN 3-8291-1536-9.
- 2005 : La montaña mágica, de Thomas Mann, 15 CDs, 1170 Min., Deutsche Grammophon, ISBN 3-8291-1535-0.

## Lyrik und Jazz (selección)
- 1960 : Lyrik und Jazz Benn, letra de Gottfried Benn con música de J. J. Johnson, Kai Winding y The Dave Brubeck Quartet[9][10]
- 1962 : Lyrik und Jazz Enzensberger – Halleluja Im Niemandsland, letra de Hans Magnus Enzensberger con música de Max Roach, Art Blakey, Donald Byrd, Horace Silver y Miles Davis
- 1963 : Lyrik und Jazz Rühmkorf – Im Vollbesitz meiner Zweifel, letra de Peter Rühmkorf con música de Johnny Griffin
- 1965 : Lyrik und Jazz Heinrich Heine – Gert Westphal & Attila-Zoller-Quartett[11][12]
- 1974 : Hesse Between Music, con textos de Hermann Hesse y música de Between[13]
- 1982 : Ringeljazz – Gert Westphal y el Metronome Quintett, con letra de Gottfried Benn, Jacques Prévert y Joachim Ringelnatz.
- 1993 : Kling Hinaus Ins Weite – Gert Westphal y el Metronome Quintett, con letras de Heinrich Heine, Mascha Kaléko y Fridolin Tschudi

## Honores y premios
- 1975 : Premio literario del Cantón de Zúrich
- 1982 : Orden del Mérito de la República Federal de Alemania
- 1988 : Deutscher Schallplattenpreis
- 1990 : Orden del Mérito de Salzburgo
- 1990 : Medalla de Oro de la Baja Austria
- 1991 : Premio de la crítica discográfica alemana
- 1995 : Das Goldene Grammophon
- 1995 : Medalla de honor Schloss Reinbek
- 2001 : Medalla Biermann-Ratjen por su contribución artística a la ciudad de Hamburgo
- 2001 : Ingreso en el Libro de Oro de la Ciudad hanseática de Bremen

### Grabaciones premiadas
- Ehrenurkunde, 1991
- Melodram, de Liszt, Richard Strauss y Nietzsche, 1983
- Liebestod in Venedig – Aus den Tagebüchern September 1882 bis Februar 1883, de Cosima Wagner, 1993
- Andorra, de Max Frisch, 1963
- Madame Bovary, de Gustave Flaubert, 1988
- Bleib doch mein. Aus dem Briefwechsel zwischen Emilie und Theodor Fontane, 1995.
- Doktor Faustus, de Thomas Mann, 1995
- Das dreißigste Jahr, de Ingeborg Bachmann, 2001
- Bekenntnisse des Hochstaplers Felix Krull, de Thomas Mann, 2002
- Der Erwählte, de Thomas Mann, 2005

### Premios por trabajo radiofónico
- Hörspielpreis der Kriegsblinden por Prinzessin Turandot, de Wolfgang Hildesheimer, 1955 (como director)
- Premio Karl Sczuka por Der trojanische Krieg findet nicht statt, de Jean Giraudoux, música de Peter Zwetkoff, 1955 (como director)
- Prix Italia por Wovon wir leben und woran wir sterben, de Herbert Eisenreich, 1957 (como locutor)
- Premio Karl Sczuka por Ungeduld des Herzens, de Stefan Zweig, música de Peter Zwetkoff, 1961 (como director)
- Prix Italia por A hard day's night, de Anders Bodelsen, 1967 (como director)
- Premio Hörspiel des Monats por Udo der Stählerne, de Theodor Weißenborn y Josef Alois Gleich, enero de 1994 (como narrador)

## Filmografía (selección)
- 1955 : Der letzte Mann
- 1966 : Angeklagt nach § 218
- 1966 : Bonditis
- 1970 : Unter Kuratel (telefilm)
- 1970 : Journal 1870/71 (serie TV)
- 1973 : Tatort (serie TV), episodio Frauenmord